# Antigua

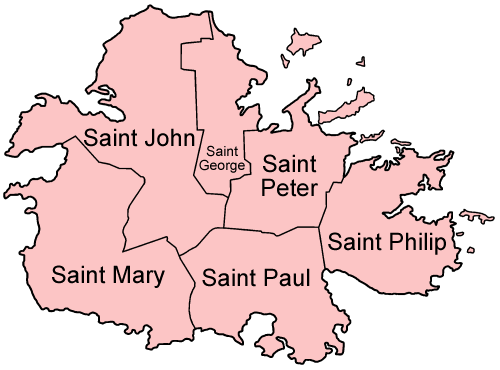
Farní okrsky na ostrově Antigua

Antigua je ostrov, součást Závětrných ostrovů v Karibiku, hlavní a největší ostrov státu Antigua a Barbuda. Má rozlohu 281 km², v roce 2011 zde žilo 80 000 obyvatel. Nachází se zde hlavní město celého státu Saint John's, samotný ostrov je rozdělen do šesti farních okrsků.
Nejvyšším bodem ostrova je Mount Obama s nadmořskou výškou 402 m.